# Рибароха дел Турија
Рибароха дел Турија (шп. Ribarroja del Turia) град је у Шпанији у аутономној заједници Валенсијанска Заједница у покрајини Валенсија. Према процени из 2017. у граду је живело 21 521 становника.

## Становништво
Према процени, у граду је 2017. живело 21 521 становника.
| 1970. | 1981. | 1991. | 2001.  | 2011.  | 2017.  |
| ----- | ----- | ----- | ------ | ------ | ------ |
| 7.058 | 8.035 | 9.815 | 13.562 | 21.094 | 21.521 |